# William Baldwin

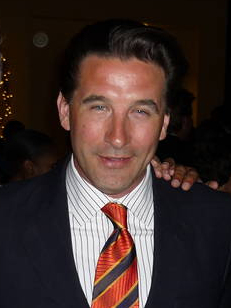
William Baldwin bei den GLAAD Awards 2008

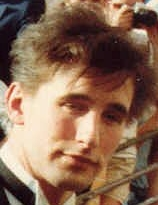
William Baldwin 1988

William Joseph Baldwin (* 21. Februar 1963 in Massapequa auf Long Island, New York) ist ein US-amerikanischer Schauspieler.

## Leben
Baldwin wurde in Massapequa, New York, als Sohn von Carol Newcomb (1929–2022) und Alexander Rae Baldwin Jr. (1927–1983) geboren. Sein Vater war Geschichts- und Sozialkundelehrer an einer High School sowie Footballtrainer. Er ist der Bruder der Schauspieler Alec, Daniel und Stephen, die zusammen als die Baldwin-Brüder bezeichnet werden, sowie der Schwestern Beth und Jane, die alle zusammen als die Familie Baldwin bekannt sind. Baldwin wuchs in einer katholischen Familie auf und hat irische und französische Vorfahren. Er ist Absolvent der Alfred G. Berner High School (an der er mit Rex Heuermann in der Klasse war) und der Binghamton University, wo er als Ringer in der College-Mannschaft tätig war. Er hat einen Abschluss in Politikwissenschaft an der New York University (NYU) abgeschlossen.
Seit 1995 ist William Baldwin mit Chynna Phillips, Tochter der Sänger und Musiker John und Michelle Phillips von The Mamas and the Papas, verheiratet. Sie haben zusammen drei Kinder. Chynna Phillips wurde selbst als Sängerin des Trios Wilson Phillips bekannt. Im Oktober 2019 gab Baldwin bekannt, dass bei seinem Sohn Vance im Jahr zuvor Krebs diagnostiziert worden war und sich dieser nun in Remission befand.
Zusammen mit seinem Bruder Alec unterstützt Baldwin linksgerichtete Themen, was das Verhältnis zu den konservativen Ansichten seines Bruders Stephen belastet hat.

## Karriere
Seit 1989 ist er im Filmgeschäft tätig. Davor arbeitete er als Model für Calvin Klein. Nachdem er 1989 in The Preppie Murder debütiert hatte, verpflichtete ihn Oliver Stone für eine Nebenrolle in Geboren am 4. Juli. Seine Brüder Daniel und Stephen hatten ebenfalls Nebenrollen in dem Film. In den 90er-Jahren spielte er mehrere Hauptrollen an der Seite von Topstars. So beispielsweise neben Richard Gere und Andy Garcia in Internal Affiars, neben Julia Roberts, Kiefer Sutherland und Kevin Bacon in Flatliners oder neben Sharon Stone im Erotikthriller Sliver.
Seit Beginn der 2000er-Jahre trat er dann überwiegend nur noch in Nebenrollen auf und in den letzten Jahren vermehrt nur noch in Fernsehserien.

## Auszeichnungen
Baldwin gewann 1994 für seine Rolle in dem Film Sliver einen MTV Movie Award (USA). Für dieselbe Rolle war er auch für eine Goldene Himbeere als schlechtester Darsteller nominiert. 1996 war er für seine Rolle in dem Film Fair Game für zwei Goldene Himbeeren nominiert, als schlechtester Darsteller und – zusammen mit seiner Filmpartnerin Cindy Crawford – für die schlechteste Filmpaarung. Im Jahr 2005 erhielt er zusammen mit dem Schauspielerensemble des Films Der Tintenfisch und der Wal einen Gotham Award.

## Filmografie (Auswahl)
- 1989: Mord ohne Motiv (The Preppie Murder)
- 1989: Geboren am 4. Juli (Born on the Fourth of July)
- 1990: Internal Affairs – Trau’ ihm, er ist ein Cop (Internal Affairs)
- 1990: Flatliners – Heute ist ein schöner Tag zum Sterben (Flatliners)
- 1991: Backdraft – Männer, die durchs Feuer gehen (Backdraft)
- 1993: Sliver
- 1993: Drei von ganzem Herzen (Three of Hearts)
- 1995: Fair Game
- 1995: Brennende Liebe (A Pyromaniac’s Love Story)
- 1996: Curdled – Der Wahnsinn (Curdled)
- 1998: Phantome des Todes (Shattered Image)
- 1999: Virus – Schiff ohne Wiederkehr (Virus)
- 1999: The Order – Kameradschaft des Terrors (Brotherhood of Murder)
- 2000: Primary Suspect – Unter falschem Verdacht (Primary Suspect)
- 2000: Inside the Playboy Mansion
- 2000: In „bester“ Gesellschaft – Eine Familie zum Abgewöhnen (Relative Values)
- 2001: Double Bang
- 2001: Jede Affäre hat ihren Preis (Say Nothing)
- 2001: Hell’s Kitchen (One Eyed King)
- 2002: R.U.S./H. (TV-Film)
- 2002: You Stupid Man
- 2003: Red Rover
- 2004: Kunstraub (Art Heist)
- 2005: Der Tintenfisch und der Wal (The Squid and the Whale)
- 2007: Adrift in Manhattan
- 2007–2010: Dirty Sexy Money (Fernsehserie, 23 Folgen)
- 2007: Noise – Lärm! (Noise)
- 2008: Nie wieder Sex mit der Ex (Forgetting Sarah Marshall)
- 2010–2012: Gossip Girl (Fernsehserie, 11 Folgen)
- 2010: Parenthood (Fernsehserie, 8 Folgen)
- 2011: The Craigslist Killer
- 2011–2012: Hawaii Five-0 (Fernsehserie, 5 Folgen)
- 2012: 30 Rock (Fernsehserie, Folge 6x14)
- 2012: Men at Work (Fernsehserie, Folge 1x09)
- 2013: Be my Valentine
- 2013: The Stranger Within
- 2013: Copper – Justice is brutal (Copper, Fernsehserie, Folgen 2x12–2x13)
- 2014: Wilfred (Fernsehserie, Folge 4x06)
- 2015: Forever (Fernsehserie, Folge 1x12)
- 2015: Hot in Cleveland (Fernsehserie, 3 Folgen)
- 2017–2019 MacGyver (Fernsehserie, 6 Folgen)
- 2018: Insatiable (Fernsehserie, Folge 1x10)
- 2018: The Purge – Die Säuberung (Fernsehserie, 5 Folgen)
- 2018: Minutes to Midnight – Bete, dass sie nicht vorbeischauen… (Minutes to Midnight)
- 2019: Northern Rescue (Fernsehserie, 10 Folgen)
- 2019: Backdraft 2 – Ein brandheißer Tipp (Backdraft 2)
- 2020: 2 Graves in the Desert
- 2021: Fourth Grade
- 2021: War of the Worlds – Die Vernichtung (War of the Worlds: Annihilation)
- 2022: Super Volcano (Fernsehfilm)
- 2022: Megaquake – Kalifornien am Abgrund (20.0 Megaquake, Fernsehfilm)
- 2023: Ice Storm – Der Beginn einer neuen Eiszeit (Ice Storm, Fernsehfilm)
- 2023: Juzni vetar: Na granici (Fernsehserie)
- 2024: War of the Worlds – Extinction